# سوءهاضمه
دُش‌گواری یا سوءهاضمه که عموماً تحت عنوان ناراحتی معده شناخته می‌شود، یک وضعیت اختلال در گوارش است. علائم ممکن است شامل نفخ، سوزش سر دل، تهوع، آروغ‌زدن و درد شکمی باشد. همچنین ممکن است که افراد هنگام غذا خوردن، زودتر از حد انتظار احساس سیری پیدا کنند. سوءهاضمه نسبتاً شایع است و ۲۰٪ از افراد را در مقطعی از زندگی تحت تأثیر قرار می‌دهد و اغلب می‌تواند به دلیل رفلاکس یا التهاب معده باشد.
سوءهاضمه به دو طبقهٔ مجزا تقسیم می‌شود که می‌تواند به عنوان «سوءهاضمه عملکردی» یا «ارگانیک» دسته‌بندی شود، اما تشخیص آن می‌تواند برای پزشکان چالش‌برانگیز باشد. سوءهاضمه ارگانیک می‌تواند نتیجهٔ یک بیماری زمینه‌ای مانند التهاب معده، زخم گوارشی (و یا زخم دوازدهه) و سرطان باشد. سوءهاضمه عملکردی (که پیش‌تر سوءهاضمه غیر زخمی نامیده می‌شد)، سوءهاضمه بدون شواهد از بیماری زمینه‌ای است. تخمین زده می‌شود که سوءهاضمه عملکردی حدود ۱۵٪ از جمعیت عمومی را در کشورهای غربی تحت تأثیر قرار داده باشد و اغلب موارد «سوءهاضمه» را شامل می‌شود.
بیمارانی که ۶۰ سال یا بیشتر دارند و همچنین افرادی که دارای علائم نگران‌کننده‌ای مانند مشکل در بلع، کاهش وزن یا از دست دادن خون هستند، ممکن است برای ارزیابی بیشتر به منظور یافتن علت اصلی، تحت انجام آندوسکوپی قرار بگیرند. در بیماران کمتر از ۶۰ سال، آزمایش باکتری هلیکوباکتر پیلوری تجویز و در صورت مثبت‌بودن نتیجه، درمان عفونت توصیه می‌گردد.

## علایم
بیمارانی که سوءهاضمه را تجربه می‌کنند، احتمالاً «یک» یا «چند» علائم را گزارش می‌کنند که عبارت هستند از نفخ، سیری (تغذیه)، بی‌اشتهایی و بالاآوری (گوارش).

### علائم هشداردهنده
علائمی هستند که به عنوان ویژگی‌های عمدهٔ هشدار در ادبیات پزشکی گوارشی شناخته می‌شوند و تصور می‌شود که با بیماری‌های جدی گوارشی مرتبط هستند که عبارت هستند از خونریزی مزمن دستگاه گوارش، کاهش وزن پیش‌رَوَنده و ناخواسته، مشکل پیش‌رونده در بلع یا دیسفاژی، استفراغ مداوم، کم‌خونی فقر آهن، کمبود ویتامین ب۱۲ (که می‌تواند نتیجهٔ کم‌خونی پرنیشیوز باشد) و اپی‌گاستر.

## عوامل غذایی، گیاهی و داروئی
سوءهاضمه و سوءهاضمه حاد ممکن است در اثر بیش‌خوری، سریع خوردن غذا، خوردن غذاهای پُرچرب، غذاخوردن در موقعیت‌های استرس‌زا یا نوشیدن بیش از حد الکل یا قهوه ایجاد شود. مشخص شده است که گیاهانی مثل بید سفید، سیر، کهن‌دار، نخلک اره‌ای، بابونه گاوی باعث سوءهاضمه می‌شوند. مطالعات نشان داده‌اند که گندم و چربی‌های غذایی می‌توانند به سوءهاضمه کمک کنند و پیشنهاد شده که غذاهای سرشار از کربوهیدرات‌های زنجیره‌کوتاه (فادمپ) ممکن است با سوءهاضمه مرتبط باشند. این موضوع نشان می‌دهد که استفاده از یک رژیم غذایی بدون گلوتن ممکن است علائم را بهبود ببخشد. افزون بر اینها، برخی افراد ممکن است هنگام خوردن برخی ادویه‌ها یا غذاهای تند و همچنین برخی خوردنی‌ها مثل فلفل، شکلات، مرکبات و ماهی دچار سوءهاضمه شوند.
بسیاری از داروها می‌توانند زمینه‌ساز سوءهاضمه باشند از جمله استیل‌سالیسیلیک اسید (آسپرین)، داروهای ضدالتهاب غیراستروئیدی، آنتی‌بیوتیک‌ها (مثل مترونیدازول و ماکرولید)، داروهای دیابت (مثل آکاربوز، متفورمین، بازدارنده آلفا-گلوکوسیداز، پپتید شبه‌گلوکاگون ۱، داروهای ضد فشار خون (مثل مسدودکننده گیرنده آنژیوتانسین ۲)، عوامل کاهش‌دهندهٔ کلسترول (مثل نیاسین و فیبرات)، مهارکننده انتخابی بازجذب سروتونین (سرترالین و فلوکستین)، ونلافاکسین، دولوکستین، داروهای پارکینسون (مثل آگونیست دوپامین و منوآمین اکسیداز)، داروهای کاهش وزن، استروژن، دیگوکسین، کورتیکواستروئید، آهن و مواد افیونی.

## درمان
درمان‌های سنتی مورد استفاده برای سوءهاضمه شامل اصلاح سبک زندگی (به عنوان مثال رژیم غذایی) است. موارد دیگر شامل ضداسیدها، مهارکنندگان پمپ پروتونی، آنتاگونیست گیرنده H2، عوامل محرکه و ضدنفخ‌ها است. دو عامل (مهارکنندگان پمپ پروتونی و آنتاگونیست گیرنده H2) اغلب، به عنوان درمان‌های خط اول برای درمان سوءهاضمه در نظر گرفته می‌شوند و نشان داده‌اند که بهتر از داروهای در واقع، دارونما هستند. داروهای ضدافسردگی، به‌ویژه داروهای ضدافسردگی سه‌دوره‌ای (نام علمی: tricyclic antidepressants) بر روی بیمارانی آزمایش شده‌اند که به درمان سنتی با برخی فواید پاسخ نمی‌دهند، اگر چه تحقیقات از کیفیت پایینی برخوردار بوده است و اثرات نامطلوبی ذکر شده است.

## اصلاح شیوۀ زندگی و رژیم غذایی
پزشک معالج ممکن است اصلاح شیوۀ زندگی و رژیم غذایی را به منظور کنترل دردهای شکمی (بدون زخم)، تجویز نماید.
اصلاح رژیم غذایی
تغییر رژیم غذایی و نحوهٔ غذا خوردن مطمئناً به کنترل علایم و نشانه‌های بیماری کمک می‌نماید. توصیه‌های غذایی برای درمان دردهای شکمی مبهم عبارتند از:
- بیمار وعده‌های غذایی خود را در حجم کمتر و دفعات بیشتر دریافت نماید. یک معده خالی می‌تواند برخی مواقع سبب دردهای مبهم شکمی گردد. ممکن است هیچ عاملی به جز اسید معده سبب احساس بیماری و درد نشده باشد. بیمار سعی کنید معده خود را برای مدت طولانی خالی نگه ندارد و یک میان‌وعده کوچک نظیر یک کراکر یا یک تکه میوه مصرف نماید. بیمار باید از حذف نمودن وعده‌های غذایی پرهیز کند، و همچنین از مصرف یکباره وعده‌های غذایی بزرگ و پر خوری اجتناب نماید. بهترین راهکار مصرف وعده‌های غذایی کوچکتر در دفعات بیشتر است.
- پرهیز از مصرف غذاهای محرک درد: برخی غذاها ممکن است سبب تحریک دردهای شکمی گردند، نظیر غذاهای ادویه‌ای و چرب، نوشیدنی‌های کربناته، کافئین و الکل.
- جویدن آهسته و کامل غذا: بیمار باید فرصت کافی برای تناول غذا و خوردنی فرح بخش و آرام را در نظر بگیرد.
- اجتناب از دریافت بیش از حد هوا از طریق دهان: برای کاهش نفخ و تولید گاز از انجام فعالیت‌هایی که منجر به بلعیدن هوای مازاد می‌گردد، اجتناب کنید. فعالیت‌هایی نظیر: سیگار کشیدن، با سرعت غذا خوردن، جویدن آدامس، نوشیدن از طریق نی، مصرف نوشابه‌های گازدار.
- حفظ وضعیت عمودی پس از صرف یک وعده غذایی: بیماری که به مشکل سوء هاضمه و دردهای شکمی مبتلاست، نباید حداقل تا ۲ ساعت پس از صرف وعده غذایی دراز بکشد یا بخوابد.
- کاهش استرس روزانه تکنیک‌های کاهش استرس روزانه ممکن است به کنترل علایم و نشانه‌های بیمار کمک کند. برخی راهکارها در این زمینه عبارتند از:
- شناسایی عوامل استرس زای جاری در زندگی روزانه: بیمار باید عوامل استرس زای روزمره را بشناسد و توانایی مدیریت آن‌ها را پیدا کند. برای مثال اقداماتی نظیر؛ ورزش (در صورتی که سالم باشد و پزشک منع ورزش نکرده باشد)، گوش دادن به موسیقی آرامش بخش، دعا و غیره می‌تواند به مقابله با استرس‌های روزانه افراد کمک نماید.
- یادگیری و تمرین تکنیک‌های ریلکسیشن: تکنیک‌های آرام بخشی یا ریلکسیشن می‌تواند شامل: ریلکسیشن تنفس، مدیتیشن، یوگا و تکنیک‌های ریلکس تراپی عضلانی و غیره باشند.
- مداومت در انجام فعالیت‌های مورد علاقه و آرام بخش: توصیه می‌شود بخشی از زمانمان را صرف فعالیت‌های مورد علاقه خود (مانند سرگرمی‌ها یا ورزش‌های مورد علاقه) کنیم.
- فعالیت بدنی در اکثر روزهای هفته ورزش و فعالیت بدنی ممکن است به کنترل سیگنال‌ها و علایم بیماری کمک کند. به موازات شروع ورزش و فعالیت بدنی، باید توصیه هیا زیر را مدنظر قرار داد:
- مشورت با پزشک معالج قبل از شروع ورزش: باید قبل از شروع یک برنامه ورزشی یا فعالیت بدنی جدید، با پزشک معالجتان مشورت نمایید و نصایح او را بشنوید.
- شروع ورزش را آسان بگیرید: برنامه ورزشی خود را به تدریج شروع کنید. ابتدا از فعالیت سبک و آسان شروع کنید و به تدریج آن را افزایش دهید.
- بلافاصله بعد از غذا خوردن نباید ورزش نمود: همیشه بعد از غذا خوردن باید به معده و گوارش، فرصتی را برای هضم غذا داد.

### طب جایگزین
خیلی از افرادی که از این نوع دردهای گوارشی رنج می‌برند اغلب سراغ مکمل‌ها و درمان‌های جانشین می‌روند تا به آن‌ها کمک کند. تاکنون ثابت نشده است که هیچ مکملی یا داروی جانشینی برای ریشه کنی این نوع از دردها باشد. اما وقتی که به موازات درمان‌های دارویی و تغییر شیوهٔ زندگی از طب جایگزین نیز استفاده شود ممکن است در تخفیف نشانه‌ها و علائم بیماری مفید باشند. این راهکارها عبارتند از:
1. مکمل‌های گیاهی، داروهای گیاهی و عرقیات
2. هیپنوتیزم
3. تکنیک‌های آرام‌سازی (ریلکسیشن) جهت کاهش استرس و آرام سازی